# Podskalnica wschodnia
Podskalnica wschodnia (Guyruita isae) – gatunek pająka z rodziny ptasznikowatych. Zamieszkuje Brazylię.

## Taksonomia
Gatunek ten opisany został po raz pierwszy w 2018 roku przez Caroline Sayuri Fukushimę i Rogéira Bertaniego na podstawie dwóch samców. Jako lokalizację typową autorzy wskazali Martins w brazylijskim stanie Rio Grande do Norte. Epitet gatunkowy nadano na cześć matki współautorki opisu.

## Morfologia
Holotypowy samiec miał karapaks długości 6,8 mm i szerokości 5,7 mm oraz opistosomę (odwłok) długości 7,3 mm i szerokości 4,3 mm. U jednej z samic karapaks miał 7,8 mm długości i 6,3 mm szerokości, a opistosoma 10 mm długości i 6,2 mm szerokości. Ubarwienie karapaksu u samca jest brązowe, a u samicy ciemnobrązowe, u obu płci ze złocistymi szczecinkami, u samicy na brzegach także ze szczecinkami jasnobrązowymi. Barwa szczęk, wargi, sternum, bioder i spodu ud jest brązowa. Odnóża i nogogłaszczki porośnięte są krótkimi szczecinkami ciemnobrązowymi, u samców złoto połyskującymi, i długimi jasnobrązowymi. Opistosoma jest jasnobrązowa z nieregularną, podłużną plamą pośrodku strony grzbietowej. Oczy pary przednio-bocznej leżą nieco bardziej z przodu niż przednio-środkowej, a pary tylno-środkowej w przypadku samca równo z tymi pary tylno-bocznej, zaś u samicy nieco za nimi. Jamka karapaksu jest prosta i głęboka. Szczękoczułki mają człon nasadowy z 8 zębami i kilkoma drobnymi ząbkami na przedniej krawędzi rowka. Szczęki mają około 130–140 kuspuli, natomiast na kwadratowej wardze dolnej jest ich między 170 a 190. Sternum ma trzy pary sigilli, z których przednia jest słabo zaznaczona, druga okrągła, a trzecia wrzecionowata. Nadstopia dwóch początkowych par odnóży mają skopule w odsiebnych ⅔, a dwóch pozostałych par w odsiebnych połowach długości. Stopy mają całkowite skopule; na pierwszej i drugiej parze są niepodzielone, na trzeciej – podzielone wąskim paskiem szczecinek, a na ostatniej –szerokim ich pasmem.
Samiec ma na goleniach pierwszej pary odnóży apofizy (haki) goleniowe, składające się z dwóch gałęzi, z których tylno-boczna jest dłuższa, zakrzywiona do wewnątrz i wyposażona w krótki kolec wierzchołkowy, a przednio-boczna krótsza i zaopatrzona w kolec tych samych rozmiarów. Nogogłaszczki samca mają prostokątne cymbium złożone z dwóch podobnych rozmiarów płatów oraz kulistawy bulbus z małym subtegulum i długim, niespłaszczonym, pozbawionym kilów embolusem o długości trzykrotnie większej od długości tegulum. Genitalia samic cechują się dwiema całkowicie odseparowanymi, trójkątnymi spermatekami z 3–4 dobrze zesklerotyzowanymi płatami na krawędzi końcowej.

## Ekologia i występowanie
Gatunek neotropikalny, endemiczny dla Brazylii, znany wyłącznie ze stanu Rio Grande do Norte. Zamieszkuje tam dwa odizolowane pozostałości deszczowych lasów atlantyckich, z których jedna otoczona jest katingą. Tereny te są górzyste, wznosząc się powyżej 500 m n.p.m. Pająki bytują w wąwozach, w ściółce i pod korą drzew.